# Rujjana Utaiwan
Rujjana Utaiwan (en tailandés: รุจนา อุทัยวรรณ์; RTGS: Rutchana Uthaiwan), conocida también como Luk Tan (en tailandés: ลูกตาล), (n. 24 de octubre de 1982, Bangkok) es una cantante, actriz y concursante del reality show que surgió del programa True Visions's Academy Fantasia. Además, compitió con un concursante de origen chino, el cantante Wei Chen (en chino: 魏晨), quien obtuvo el primer puesto durante su participación en el reality show, como uno de los mejores talentos del momento, que cuyo nombre verdadero es Ludan (en chino: 璐丹).

## Discografía

### Álbumes
- 2005: Ray Khai Fun (Dream Factory)
- 2006: Power Pop Girls (with Patcha and Preaw)
- 2006: Dream Team (All Star from AF1-AF2)
- 2007: Jed sao sabad show (with AF2 - AF3)
- 2009: Girlz Next Door (Girlz 2 Go)

### Series dramas
- Puen Rak Nak La Fun (Channel 7)
- Ban Phad Kam Lang Song with Joe AF2 (Channel 3)
- Fah kab Tawan with Paula Taylor (TITV Channel)
- Phien See Long Hon (Channel 3)
- Moo Jed Ded Saratee (Channel 7)

### Showvariedad
- Dara Party

### Ads
- Metro Park Condo
- Thanachat Bank

### Play
- AF The Musical : Ngern Ngern Ngern (Money Money Money) (31 de marzo-8 de abril de 2007, 12 rounds)

### Concierto
- Dream Factory Concert (With AF2)
- Never Before Never Again Concert by P&G (With AF2)
- Love Me Love My Dog Concert by Central Plus Card (With AF2)
- The Battle of Dream Concert (With AF1 and AF2)
- To Be Number One Concert in concept "Born of Dreamer" with Princess Ubol Ratana and AF2
- Back to AF2 (with AF2)
- AF A-Time Concert (with DJ. from A-time and AF1-3)
- Krungsri Funtasia
- Thailand Jazz Competition #3 Final concert

### En otras presentaciones

#### Gentes de la república de China
- Thai contestant with Vit AF1 to Just the two of us reality talent show at Hunan.
- 1st runner up with Wei Chen of Just the two of us at Hunan.
- Happy New Year 2008's Concert at Shenzhen, People's Republic of China.
- Happy Camp 2008 in Hunan TV.
- 勇往直前 in Hunan TV.